# Nexus (film)
Nexus je koprodukční sci-fi film režiséra José María Forqué z roku 1993, který vznikl v koprodukci České republiky, Španělska a Velké Británie. Film měl premiéru 23. června 1994. 

## Příběh
Příběh snímku se odehrává v roce 13 000 na planetě Taron, kam se dostalo ze zničené Země jen několik málo desítek jedinců. Panovačný vládce Tarn (Oliver Tobias) se chce oženit se Zilií (Cristina Goyanes), poslední dívkou narozenou na planetě Zemi. Tím by se stal vládcem celé galaxie. V tom mu zabrání mladý Athor (Jeremy Gilley), který s pomocí tří kouzelných dýk hodlá Zílii zachránit. Musí se ale utkat s tajemnými Dendroidkami a podstoupit sérii zkoušek.

## Obsazení
- Jeremy Gilley jako Athor
- Cristina Goyanes jako Zilia
- Oliver Tobias jako Tarn
- Oona Kirsch jako Shaina
- David Prachař jako Kazir
- Struan Rodger jako Azhar
- Jana Švandová jako Osnofla
- Jan Přeučil jako Kael
- Miroslav Táborský jako Burin

## Výroba
Film vznikal jako koprodukční snímek od roku 1991. Triky měla na starosti společnost AB Trilobit, natáčelo se v ateliérech AB Barrandov. Modely kosmických lodí měli na starosti výtvarníci Jiří Štamfest (hlavní výtvarník filmu) a Martin Zhouf. Podobně náročným trikovým snímkem byla předtím pouze černobílá Ikarie XB 1, v 21. století byl podobným pokusem snímek Poslední z Aporveru, který nebyl dokončen.
Snímek Nexus způsobil kvůli nákladnému rozpočtu a jeho mnohonásobnému překročení bankrot filmového studia Krátký film.